# 투르크메니스탄의 대외 관계
투르크메니스탄의 "영구적 중립" 선언은 1995년 유엔에 의해 공식적으로 인정받았다. 사파르무라트 니야조프 전 대통령은 중립이 투르크메니스탄이 다국적 방위 조직에 참여하는 것을 막을 수 있지만 군사 지원은 허용한다고 말했다. 투르크메니스탄의 중립적 외교 정책은 국가 헌법에서 중요한 위치를 차지하고 있다. 투르크메니스탄 정부는 미국과의 무역과 튀르키예 수출을 선호한다고 주장하지만, 단일 최대 상업 파트너는 중앙아시아-중국 가스 파이프라인을 통해 투르크메니스탄 천연가스의 대부분을 구매하는 중국이다. 투르크메니스탄은 러시아, 이란과 상당한 상업적 관계를 맺고 있으며 아프가니스탄과의 국경 간 무역이 증가하고 있다. 투르크메니스탄 정부는 종종 이러한 지역 강대국들의 상충되는 이해관계를 에너지 문제에서 양보를 이끌어내기 위한 수단으로 사용하는 것으로 보인다.

## 국제 분쟁
2018년 카스피해 협약에 서명하면서 카스피해의 국경 분쟁은 부분적으로만 해결되었다. 투르크메니스탄과 우즈베키스탄은 물 공유에 대한 분쟁을 겪고 있다. 투르크메니스탄은 헤로인과 아편의 주요 생산국인 아프가니스탄과 긴 국경을 공유하고 있다. 그 결과, 유럽과 러시아의 수익성 높은 시장으로 가는 길에 투르크메니스탄을 통해 대량의 마약이 밀매되고 있다.

## 천연 자원
투르크메니스탄은 천연가스가 풍부하며 현재 대부분의 가스를 중국에 판매하고 있다. 투르크메니스탄은 2017년에 지불 연체 분쟁으로 인해 이란으로의 파이프라인 천연가스 수출을 일방적으로 중단했다. 러시아는 2016년에 투르크메니스탄으로부터 가스 구매를 중단했지만, 2019년에 파이프라인 가스의 소량 구매를 재개했다. 아프가니스탄은 액체 석유 가스를 구매하여 철도로 얌나자르와 토르군디로 운송하여 트럭으로 배송한다. 파키스탄은 투르크메니스탄뿐만 아니라 이란과 러시아에도 따뜻한 물을 공급하고 있다.
투르크메니스탄은 EU INOGATE 에너지 프로그램의 파트너 국가로, 에너지 안보 강화, EU 내부 에너지 시장 원칙에 기반한 회원국 에너지 시장의 융합, 지속 가능한 에너지 개발 지원, 공동 및 지역 관심 에너지 프로젝트에 대한 투자 유치 등 네 가지 주요 주제를 가지고 있다.

## 각국별 대외 관계

### 아시아

#### 대한민국
외교 관계는 1992년 2월 7일에 수립되었다. 양국은 서로의 수도에 대사관을 두고 있다. 현대, LG 등 대한민국 기업들이 산업 플랜트 건설을 위한 주요 계약을 수주했다.

#### 아제르바이잔
두 나라는 서로의 수도에 대사관을 두고 있다. 투르크멘어와 아제르바이잔어는 약 65%의 상호 이해 가능한 언어적 친밀감에도 불구하고 투르크메니스탄과 아제르바이잔은 긴장된 관계를 겪고 있다. 이는 부분적으로 투르크메니스탄이 수니파가 다수이고 아제르바이잔이 시아파가 다수이기 때문이다. 그럼에도 불구하고 두 나라는 상업 분야에서 더 협력하기 시작했으며, 특히 2020년에 카스피해 국경을 넘는 세르다르 유전의 공동 개발에 관한 각서에 서명했다.

#### 이란
이란과 투르크메니스탄은 1991년 투르크메니스탄이 소련으로부터 독립한 이래로 관계를 유지해 왔다. 이란은 아시가바트에 대사관을, 마리아에 영사관을 두고 있다. 투르크메니스탄은 테헤란에 대사관을, 마슈하드에 영사관을 두고 있다. 이란은 투르크메니스탄을 독립 국가로 인정한 두 번째 국가이다.

#### 파키스탄
공식 관계는 1992년 5월 10일에 수립되었다. 두 나라는 서로의 수도에 대사관을 두고 있다.
2001년 투르크메니스탄 독립 10주년을 기념하기 위해 파키스탄은 투르크메니스탄 국기가 새겨진 우표를 발행했다.

### 아메리카

#### 미국
미국과 투르크메니스탄은 민주주의와 경제개혁을 향한 후자의 길에 대해 계속해서 이견을 보이고 있다. 미국은 번영과 진정한 독립과 주권을 달성하기 위한 최선의 방법으로 산업 및 농업 민영화, 시장 자유화, 재정 개혁, 외국 무역과 투자에 경제를 개방하기 위한 법률 및 규제 개혁을 공개적으로 주장해 왔다.

### 유럽

#### 러시아
러시아는 아시가바트에 대사관을 두고 투르크멘바시에 영사 사무소를 두고 있다.
투르크메니스탄은 모스크바에 대사관을 두고 아스트라한과 카잔에 영사관을 두고 있다.

#### 튀르키예
튀르키예는 1991년 10월 27일, 투르크메니스탄을 최초로 인정한 국가였다.